# Акино, Сервильяно
Сервильяно Акино-и-Агилар (исп. Servillano Aquino y Aguilar, 20 апреля 1874 — 3 февраля 1959), известен также как Сервильяно «Мианонг» Акино — военный и политический деятель Филиппин, участник Филиппинской революции (1896—1898) и филиппино-американской войны (1898—1902). Отец Бенигно Акино-старшего, дед Бенигно Акино-младшего и прадед бывшего (2010—2016) президента Филиппин Бенигно Акино III.

## Биография
Родился в Анхелесе, провинция Пампанга, в семье дона Браулио Акино и Петроны Иполито Агилар. Начальное образование получил дома, у частного репетитора, после чего переехал в Манилу, где окончил католический колледж и впоследствии — Университет Святого Томаса. В 1896 году Акино присоединился к тайной патриотической организации Катипунан. Был избран мэром города Мурсия (провинция Тарлак), после чего принял участие в боевых действиях против американских войск под командованием генерала Франсиско Макабулоса, получил звание майора. В сражении возле вулкана Араят на острове Лусон потерпел поражение. После подписания в декабре 1897 года пакта Биак-на-Бато между генерал-губернатором Филиппин и предводителем повстанцев Эмилио Агинальдо С.Акино был сослан в Гонконг вместе с Агинальдо и революционным правительством. В 1898 году С.Акино вернулся на Филиппины и присоединился к частям Антонио Луны, которые сражались против американских войск. Был членом Конституционной ассамблеи Филиппин. В составе частей А.Луны С.Акино участвовал в штурме Манилы, но после их разгрома в сентябре 1902 года попал в плен к американцам и был приговорен к смертной казни через повешение. Спустя два года президент США Теодор Рузвельт своим указом помиловал С.Акино.
После освобождения С.Акино не участвовал в политической жизни.
Скончался 3 февраля 1959 года от сердечного приступа.

## Личная жизнь
Был женат на Гуадалупе Киамбао, в этом браке у них было трое детей: Гонсало (1893), Бенигно (1894) — известный филиппинский политик, и Амандо (1896). После смерти Гуадалупе Сервильяно женился на свояченице Белен Санчес, в этом браке у них был сын Эрминио (1949 – 2021), филиппинский политик и бизнесмен.
Эрминио родился, когда его отцу Сервильяно было 75 лет, через полтора года после смерти сводного брата Бенигно Акино — старшего.